# SERPINB8
SERPINB8‏ (Serpin family B member 8) هوَ بروتين يُشَفر بواسطة جين SERPINB8 في الإنسان.